# Seznam uměleckých realizací ve veřejném prostoru ve Štěrboholích
Seznam uměleckých realizací ve Štěrboholích v Praze 10 obsahuje tvorbu výtvarných umělců umístěnou ve veřejném prostoru v katastrálním území Štěrboholy. Seznam je řazen podle ulic a nemusí být úplný.

## Seznam uměleckých realizací
| Název            | Fotografie | Lokace                                               | Autor                 | Rok  | Popis                    | Poznámka   |
| ---------------- | ---------- | ---------------------------------------------------- | --------------------- | ---- | ------------------------ | ---------- |
| Prosba za návrat |            | K Hrušovu 293/2 50°4′6,37″ s. š., 14°32′19,91″ v. d. | Karel Kronych (*1926) | 1985 | pylon, zlacená měď, ocel | Celní úřad |